# Anigraea cinctipalpis
Anigraea cinctipalpis là một loài bướm đêm trong họ Noctuidae.